# Tigerton
Tigerton és una població dels Estats Units a l'estat de Wisconsin. Segons el cens del 2000 tenia 764 habitants.

## Demografia
Segons el cens del 2000, Tigerton tenia 764 habitants, 349 habitatges, i 199 famílies. La densitat de població era de 209,2 habitants per km².
Dels 349 habitatges en un 26,4% hi vivien nens de menys de 18 anys, en un 45% hi vivien parelles casades, en un 9,2% dones solteres, i en un 42,7% no eren unitats familiars. En el 40,1% dels habitatges hi vivien persones soles el 21,5% de les quals corresponia a persones de 65 anys o més que vivien soles. El nombre mitjà de persones vivint en cada habitatge era de 2,19 i el nombre mitjà de persones que vivien en cada família era de 2,93.
Per edats la població es repartia de la següent manera: un 23,3% tenia menys de 18 anys, un 6,3% entre 18 i 24, un 28,1% entre 25 i 44, un 20,9% de 45 a 60 i un 21,3% 65 anys o més.
L'edat mediana era de 40 anys. Per cada 100 dones de 18 o més anys hi havia 83,7 homes.
La renda mediana per habitatge era de 25.278 $ i la renda mediana per família de 33.625 $. Els homes tenien una renda mediana de 26.250 $ mentre que les dones 18.264 $. La renda per capita de la població era de 14.707 $. Aproximadament el 9,4% de les famílies i el 15,6% de la població estaven per davall del llindar de pobresa.

## Poblacions més properes
El següent diagrama mostra les poblacions més properes.